# Powrót przyjaciół
Powrót przyjaciół (jap. キッズ・リターン Kizzu ritān) – japoński film z 1996 roku, pierwszy zrealizowany przez reżysera Takeshiego Kitano po jego wypadku motocyklowym.